# خانه بهادرالملک بردسیر
نام ثبتی: خانه بهادرالملک || قدمت: قاجاریه || شمارهٔ ثبت: ۲۱۴۶۴ || تاریخ ثبت: ۱۳۸۶/۱۲/۰۷ || نشانی: شهر بردسیر، خیابان شریعتی، کوچه شبنم ۶ .
خانه بهادرالملک بردسیر یکی از بناهای تاریخی شهر بردسیر در استان کرمان ایران است.
این خانه در برِ غربیِ خیابانِ شریعتیِ بردسیر واقع است. این بنا توسط عبدالمظفرخان سرتیپ مشهور به بهادرالملک که در بردسیر به لقب «ابدال» معروف بود به روزگار قاجار ساخته شد.
این بنا همچون اکثر ابنیه دوره قاجاریه این بخش از کشور، با پلان حیاط مرکزی و فضاهای اطراف ساخته شده است بدین نحو که در جبهه شمالی حیاط، سه دری و در جبهه جنوبی، تالار وسیعی وجود دارد که سایر فضاهای جبهه‌های شرقی و غربی که شامل انبارها، اتاقهای خدمه و مطبخ می‌باشد، درخدمت فضای اصلی خانه بوده است.
ازجمله بخش‌های جالب این بنا علاوه بر تالار بزرگ آن، انبارهایِ طبقه فوقانی جهت ذخیره موادغذایی و برجِ خشتی این خانه است که بخش تحتانی آن به صورت محل گذر عموم است. این بنا در مالکیت خصوصی می‌باشد که مدارک آن پس از ارائه در جلسه شورای ثبت منطقه‌ای، جهت ثبت نهایی و طی مراحل قانونی به سازمان میراث فرهنگی ایران ارسال شده است.